# Hekluskógar

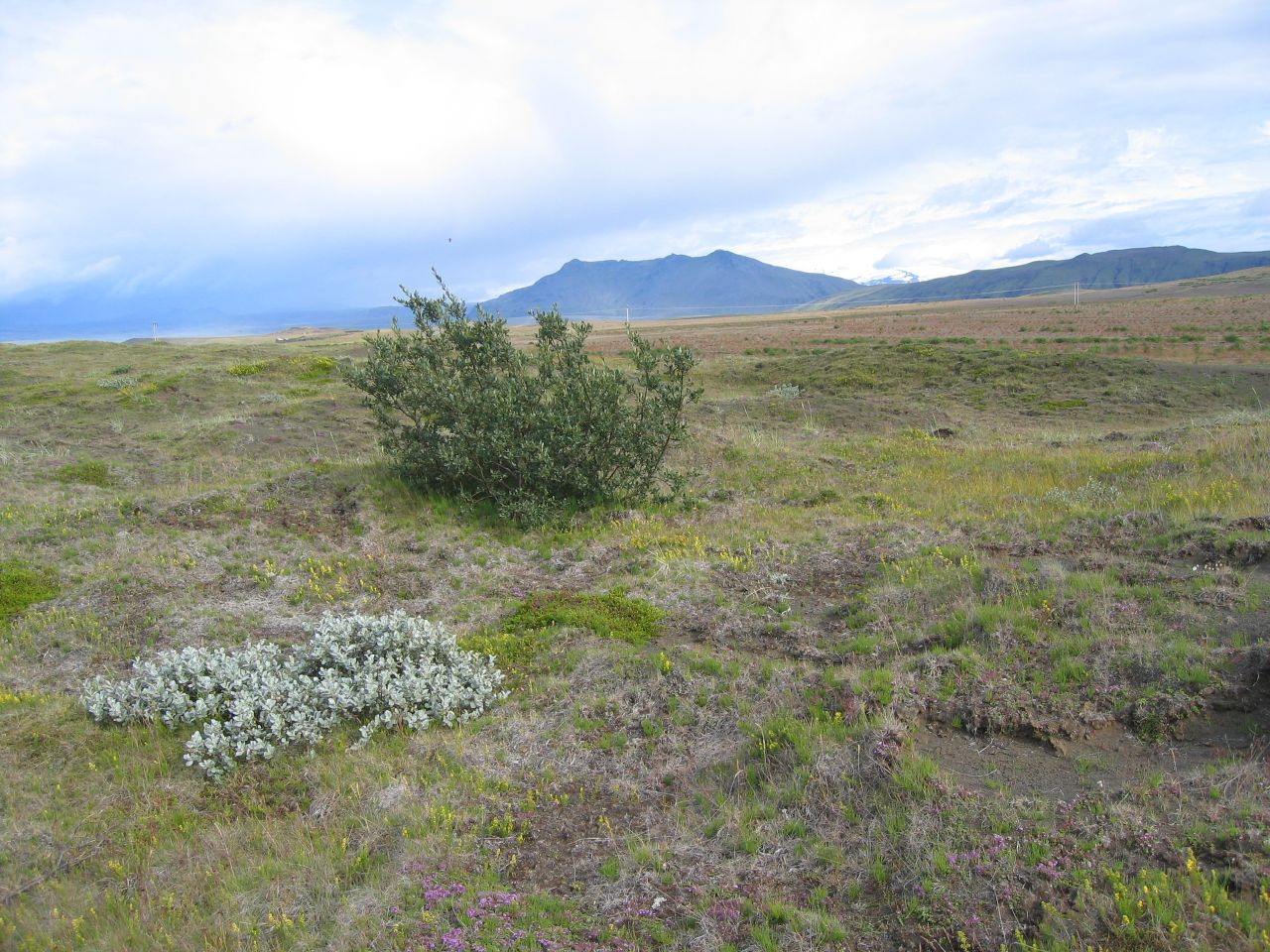
Betulle e salici (Salix lanata) lungo il margine meridionale di Hekluskogar a Langalda, tra Gunnarsholt e Keldur

L'Hekluskógar è un progetto di rimboschimento avviato in Islanda, nei pressi del vulcano Hekla. Fine ultimo del progetto è quello di ristabilire lungo le pendici del vulcano gli originari boschi di betulle e salici autoctoni, tramite la concimazione del suolo e la semina dell'erba. La presenza di tali formazioni boschive avrebbe inoltre l'obiettivo di impedire alle ceneri vulcaniche di agire sulle aree vicine dopo eventuali eruzioni dell'Hekla, contribuendo pertanto a ridurre l'erosione provocata dal vento.
È il più grande progetto di riforestazione del suo genere in Europa e si stima che andrebbe a coprire all'incirca l'1% della superficie del paese.